# آرنور اینگوی تریستاسون
آرنور اینگوی تریستاسون (ایسلندی: Arnór Ingvi Traustason؛ زادهٔ ۳۰ آوریل ۱۹۹۳) یک بازیکن فوتبال اهل ایسلند است.

## باشگاهی
از باشگاه‌هایی که در آن بازی کرده‌است می‌توان به باشگاه فوتبال کفلاویک و باشگاه فوتبال راپید وین اشاره کرد.

## تیم ملی
وی همچنین در تیم ملی فوتبال ایسلند بازی کرده است.